# Аднагулово
Аднагу́лово (рос. Аднагулово, башк. Аҙнағол) — село у складі Туймазинського району Башкортостану, Росія. Входить до складу Татар-Улкановської сільської ради.
Населення — 258 осіб (2010; 240 у 2002).
Національний склад:
- башкири — 65 %
- татари — 31 %